# 아혼

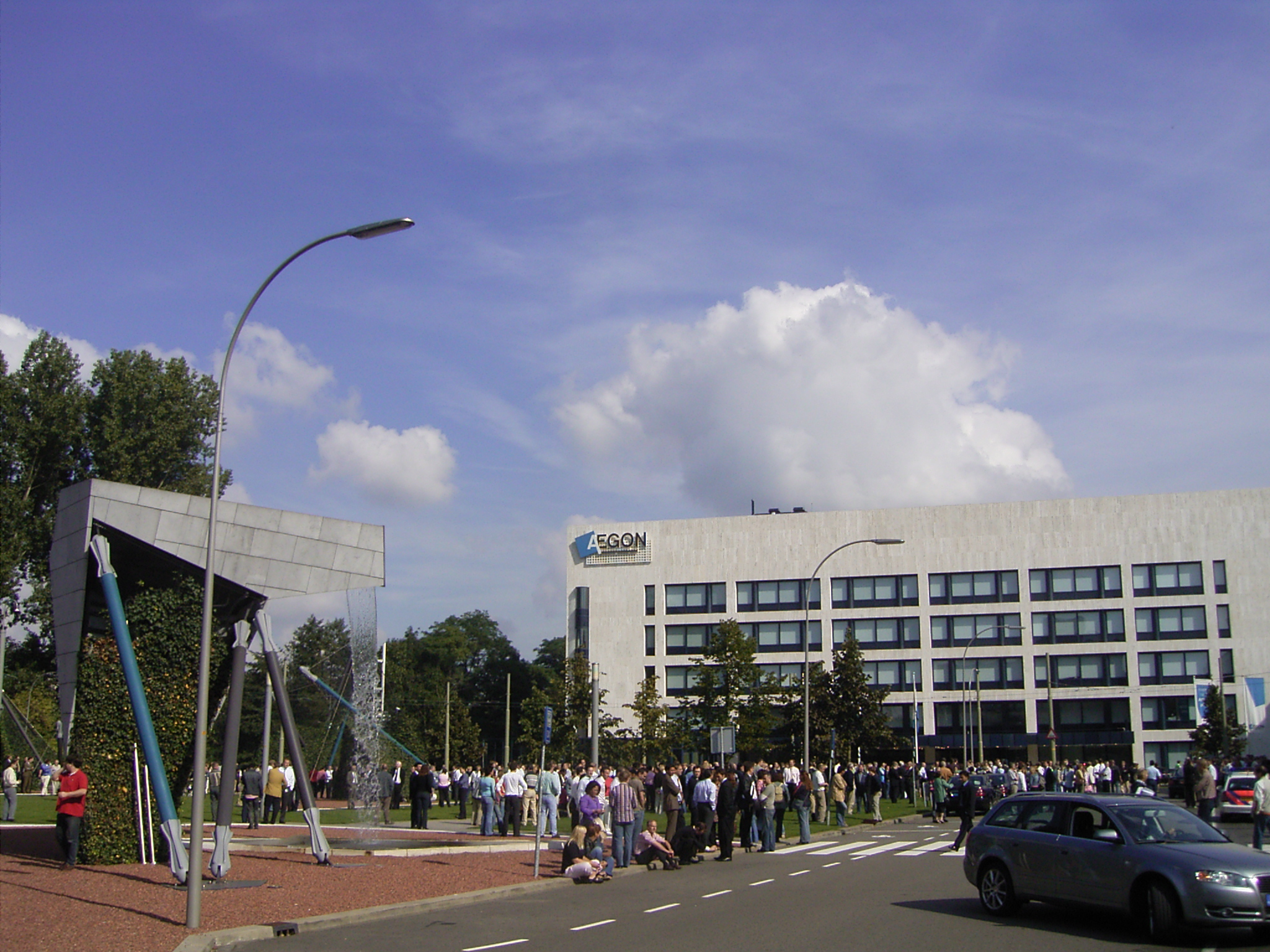
본사는 헤이그에 있다.

아혼(Aegon N.V.)은 네덜란드 헤이그에 본사를 둔 네덜란드의 다국적 생명보험 연금 및 자산관리 기업이다. 2020년 7월 21일 기준으로 직원 수는 26,000명이다. 아혼은 유로넥스트 암스테르담에 등재되어 있으며 AEX 지수에 속한다.

## 역사
1983년 AGO 홀딩 N.V.와 Olveh, Ennia N.V.의 합병을 통해 설립되었다.
아혼은 1994년 스코티시 이퀴터블을 인수했다.